# Ferrari Portofino
Ferrari Portofino – samochód sportowy klasy średniej produkowany pod włoską marką Ferrari w latach 2018–2025.

## Historia i opis modelu

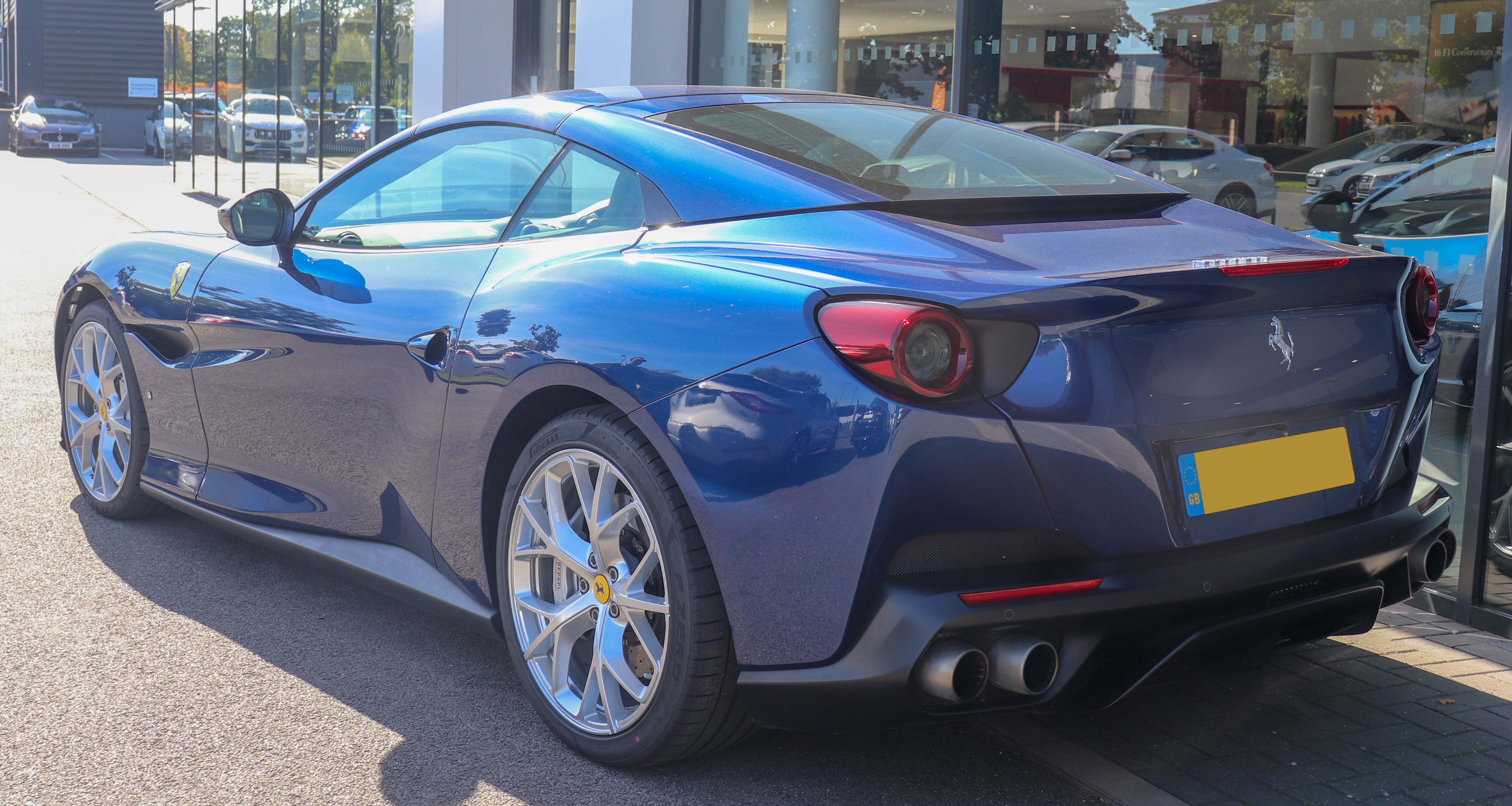
Ferrari Portofino - tył

Portofino to rozwinięcie koncepcji średniej wielkości sportowego coupe-cabrio, jakie po raz pierwszy marka przedstawiła w 2008 roku przy okazji poprzednika - modelu California. Pierwsze oficjalne fotografie oraz informacje na temat samochodu ujawniono w drugiej połowie sierpnia 2017 roku. Samochód utrzymano w stylistyce nawiązującej przedstawionego kilka miesięcy wcześniej modelu 812 Superfast - charakterystyczne, podłużne przednie reflektory zyskały bardziej obłe kształty, a także jeszcze wyraźniej zaznaczono wloty powietrza w nadwoziu. Projekt nadwozia, za który odpowiada biuro stylistyczne Ferrari w Maranello, postawiło na wiele charakterystycznych rozwiązań także z innej perspektywy - okrągłe tylne lampy mają pusty środek, a nadwozie zdobi wiele przytłoczeń.
Pod maskę Ferrari Portofino trafił 3,9-litrowy silnik V8 rozwijający 600 KM i 760 Nm maksymalnego momentu obrotowego. Przyśpieszenie do 100 km/h wynosi 3,5 sekundy, a prędkość maksymalna to 320 km/h. W Portofino znalazło się elektryczne wspomaganie kierownicy, a także mechanizm różnicowy typu e-diff3.
Po raz pierwszy samochód został przedstawiony polskiej publiczności podczas Poznań Motor Show 2018.

### Silnik
- V8 3,9 l TwinTurbo